# Gypona sarisa
Gypona sarisa är en insektsart som beskrevs av Delong och Freytag 1975. Gypona sarisa ingår i släktet Gypona och familjen dvärgstritar. Inga underarter finns listade i Catalogue of Life.